# Twickenham Stadion
A Twickenham Stadion (/ˈtwɪkənəm/) az angliai Twickenhamben, a londoni Richmond upon Thames kerületben található rögbi stadion, amely az angol rögbiszövetség, a Rugby Football Union (RFU) tulajdonában áll, és amelynek székhelye itt található. A stadion Anglia nemzeti rögbiválogatottjának stadionja, és az angol rögbiválogatott hazai mérkőzéseinek helyszíne.
Ez a világ legnagyobb rögbi stadionja, az Egyesült Királyságban a második legnagyobb stadion a Wembley Stadion után, és az ötödik legnagyobb Európában.
A Middlesex Sevens, a Premiership Rugby mérkőzések, az Anglo-Welsh Cup mérkőzések, a Harlequins éves Big Game, az Oxford és Cambridge egyetemek közötti Varsity Match és a European Rugby Champions Cup mérkőzések a Twickenham Stadionban kerültek megrendezésre. Emellett 2001-ben és 2006-ban a Rugby Football League Challenge Cup döntőjének, 2016-ban és 2017-ben pedig az NFL London Games-nek adott otthont.
A Twickenham Stadionban koncertezett már Rihanna, az Iron Maiden, Bryan Adams, a Bon Jovi, a Genesis, a U2, Beyoncé, a The Rolling Stones, a The Police, az Eagles, az R.E.M., Eminem, Lady Gaga, a Metallica és a Depeche Mode.

## Áttekintés
Twickenhamet gyakran nevezik a „rögbi otthonának”. Az RFU tulajdonában és üzemeltetésében lévő stadion egész évben rögbiegyesületi mérkőzéseknek ad otthont. Ez az angol rögbiválogatott otthona, amely szinte minden hazai mérkőzését a stadionban játssza. A Twickenham ad otthont az angolok hazai Six Nations-meccseinek.
A nemzeti válogatottal való kapcsolatán kívül Twickenham számos más hazai és nemzetközi rögbiegyesületi mérkőzésnek is otthont ad. Itt rendezik meg a World Rugby Sevens Series éves londoni szakaszát, a kupa (bajnokság) döntőjét, a World Rugby Women's Sevens Series éves londoni szakaszának harmadik helyezett mérkőzését, valamint a hazai Middlesex Sevens versenyt. Ez a helyszín ad otthont a Premiership Rugby döntőjének, valamint a Harlequins karácsonyi Big Game-jének és egy további, a Harlequins által késő tavasszal rendezett éves mérkőzésnek is.

## Rögbi-világbajnokság

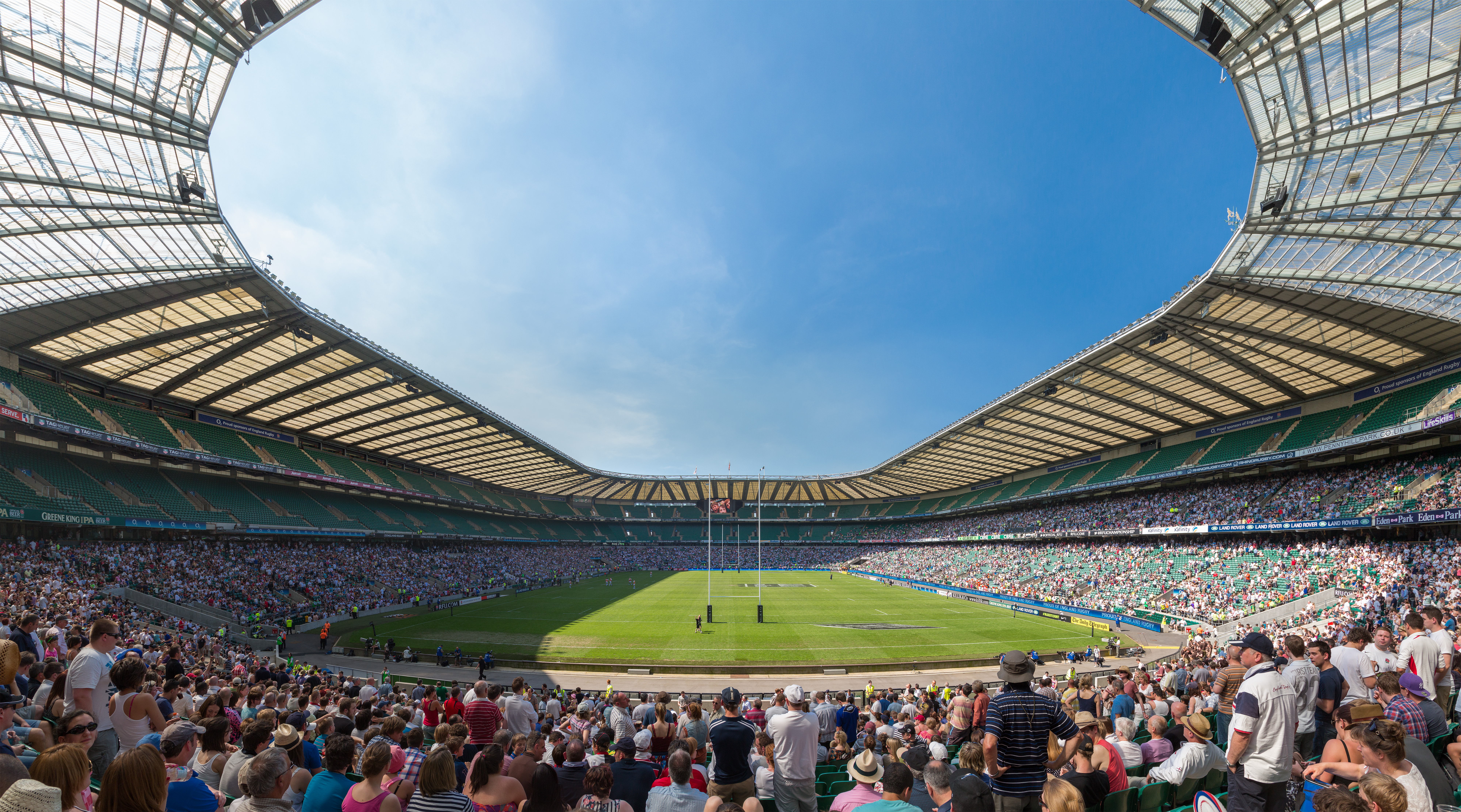
A Twickenham Stadion belülről 2012-ben

A Twickenham Stadion 1991-ben, 1999-ben és 2015-ben adott otthont rögbi-világbajnoki mérkőzéseknek, beleértve az 1991-es és 2015-ös döntőt is, amikor Anglia volt a házigazda. A stadion 1999-ben elődöntőknek is otthont adott, többek között Franciaország híres, 43-31-es győzelmének Új-Zéland ellen. 2023 augusztusában megerősítették, hogy egyike lesz a nyolc rendezőhelyszínnek a 2025-ös rögbi-világbajnokság során.

### 1991-es rögbi-világbajnokság
| A verseny szakasza | Csapat 1 | Pont  | Csapat 2                  |
| ------------------ | -------- | ----- | ------------------------- |
| Pool A             | Anglia   | 12–18 | Új-Zéland                 |
| Pool A             | Anglia   | 36–6  | Olaszország               |
| Pool A             | Anglia   | 37–9  | Amerikai Egyesült Államok |
| Final              | Anglia   | 6–12  | Ausztrália                |

### 1999-es rögbi-világbajnokság
| A verseny szakasza     | Csapat 1      | Pont   | Csapat 2        |
| ---------------------- | ------------- | ------ | --------------- |
| Pool B                 | Anglia        | 67–7   | Olaszország     |
| Pool B                 | Anglia        | 16–30  | Új-Zéland       |
| Pool B                 | Anglia        | 101–10 | Tonga           |
| Quarter Final Play Off | Anglia        | 45–24  | Fidzsi-szigetek |
| Semi Final             | Ausztrália    | 27–21  | Dél-Afrika      |
| Semi Final             | Franciaország | 43–31  | Új-Zéland       |

### 2015-ös rögbi-világbajnokság
| A verseny szakasza | Csapat 1      | Pont  | Csapat 2        |
| ------------------ | ------------- | ----- | --------------- |
| Pool A             | Anglia        | 35–11 | Fidzsi-szigetek |
| Pool A             | Anglia        | 25–28 | Wales           |
| Pool A             | Anglia        | 13–33 | Ausztrália      |
| Pool A             | Ausztrália    | 15–6  | Wales           |
| Pool D             | Franciaország | 32–10 | Olaszország     |
| Quarter Final      | Dél-Afrika    | 23–19 | Wales           |
| Quarter Final      | Ausztrália    | 35–34 | Skócia          |
| Semi Final         | Dél-Afrika    | 18–20 | Új-Zéland       |
| Semi Final         | Argentína     | 15–29 | Ausztrália      |
| Final              | Új-Zéland     | 34–17 | Ausztrália      |

### 2025-ös rögbi-világbajnokság
A stadion egyike lesz a 2025-ös rögbi-világbajnokság nyolc helyszínének.

## Egyéb felhasználás

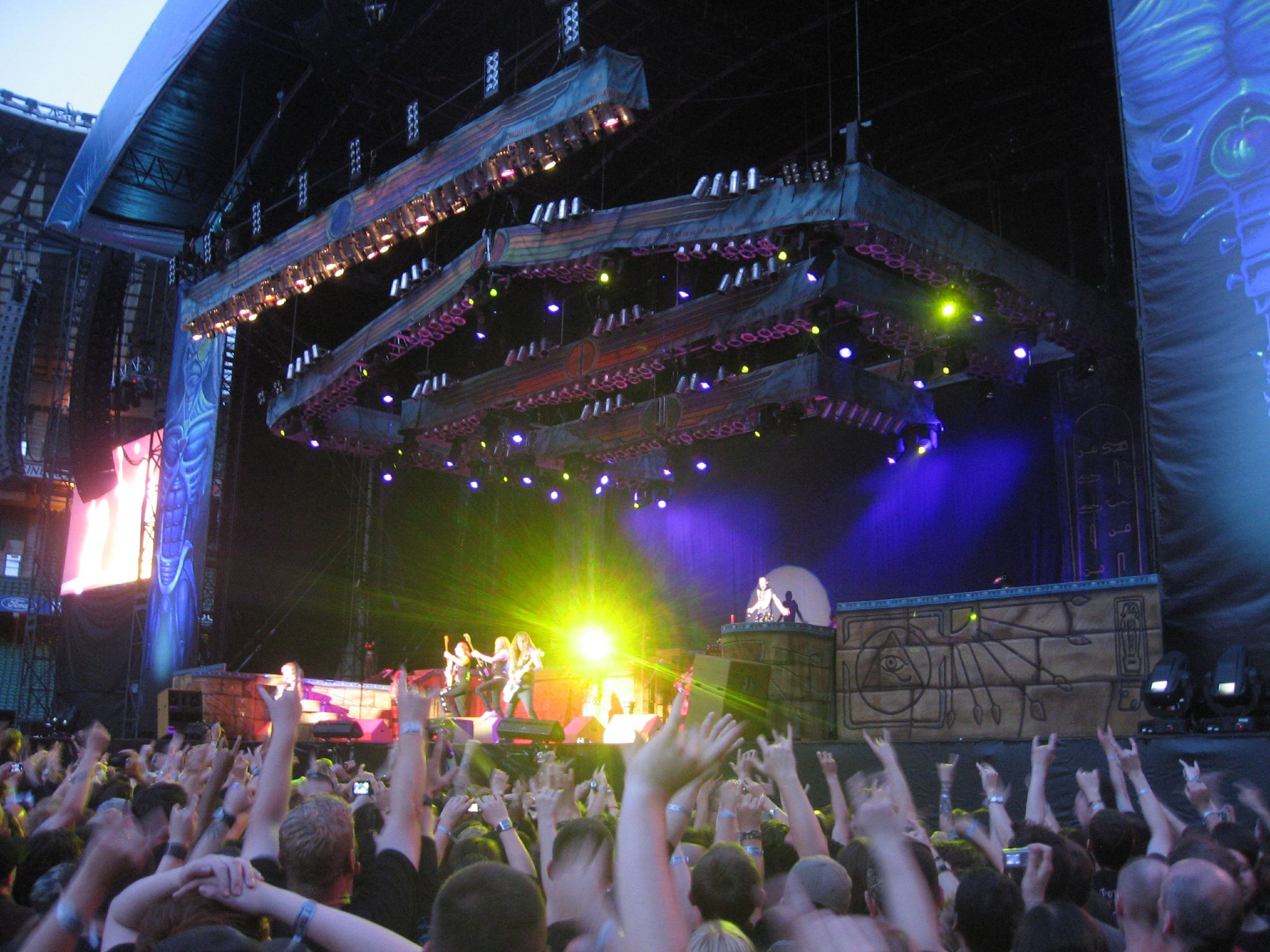
Az Iron Maiden koncertje 2008-ban

Bár a Twickenham általában csak rögbi válogatott mérkőzéseknek ad otthont, a múltban számos más eseménynek is helyszíne volt.
A Wembley építésének késedelmei miatt számos tervezett Wembley-rendezvényt áthelyeztek a Twickenhambe. A Challenge Cup és a The Rolling Stones A Bigger Bang Tour koncertjei a Twickenhambe kerültek. A Stones 2003 augusztusában és szeptemberében két koncertet is adott Twickenhamben, amelyek közül az elsőt a 2003-as Four Flicks című DVD stadionkoncertjük lemezeként használták fel. 2007 folyamán a Genesis a Twickenhamben játszott újraegyesülési turnéjuk során. A The Police 2007 szeptemberében, Rod Stewart pedig júniusban játszott a stadionban. A koncertek átlagos befogadóképessége 50 000 főig terjed, szemben a rögbi 82 000-es befogadóképességével.
Az R.E.M. 2008 augusztusában lépett fel a Twickenhamben, míg a New Jersey-i rockzenekar, a Bon Jovi 2008 júniusában két koncertet adott a stadionban a Lost Highway Tour keretében, az Iron Maiden pedig 2008. július 5-én a Somewhere Back in Time World Tour keretében játszott ott, egy teljes kísérőzenekarral, amelyben az Avenged Sevenfold, a Within Temptation és Lauren Harris is szerepelt.
Lady Gaga két teltházas koncertet adott a stadionban a Born This Way Ball Tour során 2012. szeptember 8-án és 9-én, a két koncerten 101 250 ember vett részt. Az első időpont megdöntötte az Egyesült Királyság történetének leggyorsabban elkelt stadionkoncertje rekordját, amikor az első koncertre 50 625 jegy 50 másodperc alatt elfogyott. Rihanna két koncertet adott a stadionban a Diamonds World Tourja során 2013. június 15-én és 16-án, 95 971 ember előtt.
Az 1950-es évek közepe óta ez a létesítmény ad otthont a Jehova Tanúi éves londoni kongresszusának is. Általában akár 25 ezren is részt vesznek, hogy bibliai témájú előadásokat hallgassanak.
A Csúcsmodellek című televíziós autós műsor a pályát használta egy rögbimeccsre, amelyet Kia autókkal játszottak. Ezt még az újraaszfaltozás előtt játszották.

### Koncertek
| Dátum                | Előadó(k)          | Felvezető előadó(k) | Turné/Esemény                     | Látogatottság |
| -------------------- | ------------------ | --- | --------------------------------- | ------------- |
| 2003. augusztus 24.  | The Rolling Stones | | Licks Tour                        |               |
| 2003. szeptember 20. | The Rolling Stones | | Licks Tour                        |               |
| 2005. június 18.     | U2                 | Doves, Idlewild, Athlete, Ash | Vertigo Tour                      | 110 796       |
| 2005. június 19.     | U2                 | Doves, Idlewild, Athlete, Ash | Vertigo Tour                      | 110 796       |
| 2006. június 17.     | Eagles             | | Farewell 1 Tour                   |               |
| 2006. augusztus 20.  | The Rolling Stones | Feeder | A Bigger Bang                     | 100 540       |
| 2006. augusztus 22.  | The Rolling Stones | The Charlatans | A Bigger Bang                     | 100 540       |
| 2007. június 30.     | Rod Stewart        | | Greatest Hits                     |               |
| 2007. július 8.      | Genesis            | | Turn It On Again: The Tour        | 54 279        |
| 2007. szeptember 8.  | The Police         | Maxïmo Park, Fiction Plane | The Police Reunion Tour           | 104 417       |
| 2007. szeptember 9.  | The Police         | Maxïmo Park, Fiction Plane | The Police Reunion Tour           | 104 417       |
| 2008. június 27.     | Bon Jovi           | Biffy Clyro | Lost Highway Tour                 | 92 852        |
| 2008. június 28.     | Bon Jovi           | The Feeling | Lost Highway Tour                 | 92 852        |
| 2008. július 5.      | Iron Maiden        | Avenged Sevenfold, Within Temptation, Lauren Harris | Somewhere Back in Time World Tour | 55 000        |
| 2008. augusztus 30.  | R.E.M.             | | Accelerate Tour                   |               |
| 2010. szeptember 12. | Több előadó        | Robbie Williams, Alexandra Burke, Bruce Forsyth, Enrique Iglesias, Jack Dee, James Blunt, Jason Manford, John Bishop, Katherine Jenkins, Kevin Bridges, Michael McIntyre, Peter Kay, Pixie Lott, Plan B, Rhod Gilbert, Roger Daltrey, Spelbound, The Saturdays, The Wanted & Tom Jones | Help For Heroes Concert           |               |
| 2012. szeptember 8.  | Lady Gaga          | The Darkness, Lady Starlight | Born This Way Ball                | 101 250       |
| 2012. szeptember 9.  | Lady Gaga          | The Darkness, Lady Starlight | Born This Way Ball                | 101 250       |
| 2013. június 1.      | Beyoncé            | | The Mrs. Carter Show World Tour   | 45 060        |
| 2013. június 15.     | Rihanna            | David Guetta, GTA | Diamonds World Tour               | 95 971        |
| 2013. június 16.     | Rihanna            | David Guetta, GTA | Diamonds World Tour               | 95 971        |
| 2017. július 8.      | U2                 | Noel Gallagher's High Flying Birds | The Joshua Tree Tour 2017         | 108 894       |
| 2017. július 9.      | U2                 | Noel Gallagher's High Flying Birds | The Joshua Tree Tour 2017         | 108 894       |
| 2018. június 19.     | The Rolling Stones | James Bay | No Filter Tour                    | 55 000        |
| 2018. július 14.     | Eminem             | 2 Chainz, Royce 5'9" & Boogie | Revival Tour                      |               |
| 2018. július 15.     | Eminem             | Prophets of Rage, Royce 5'9" & Boogie | Revival Tour                      |               |
| 2019. június 20.     | Metallica          | Ghost Bokassa | WorldWired Tour                   | 51 819        |
| 2023. június 17.     | Depeche Mode       | Young Fathers | Memento Mori World Tour           | 52 662        |